# Schloss Kainberg

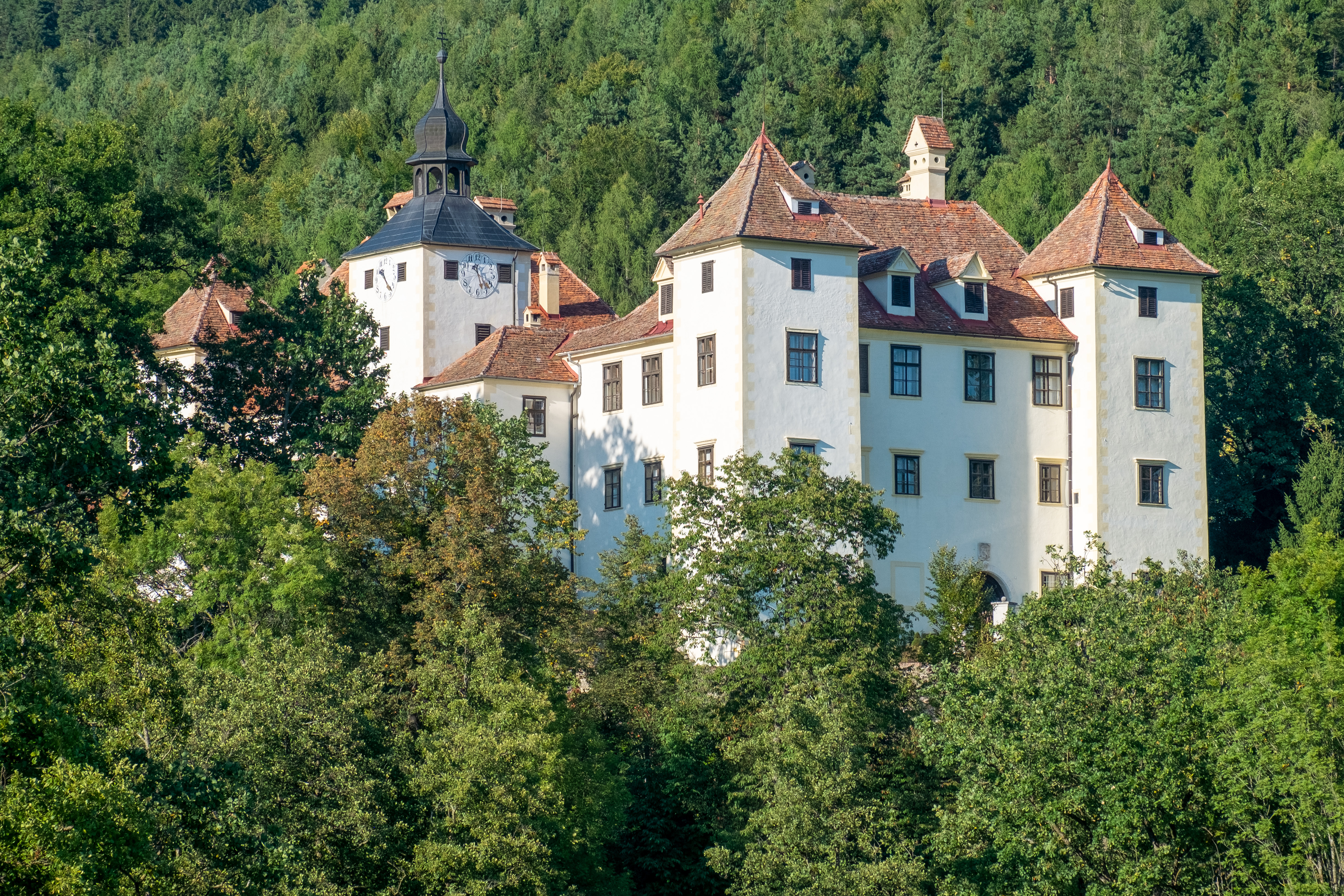
Schloss Kainberg, Marktgemeinde Kumberg, Gesamtansicht von Südwest

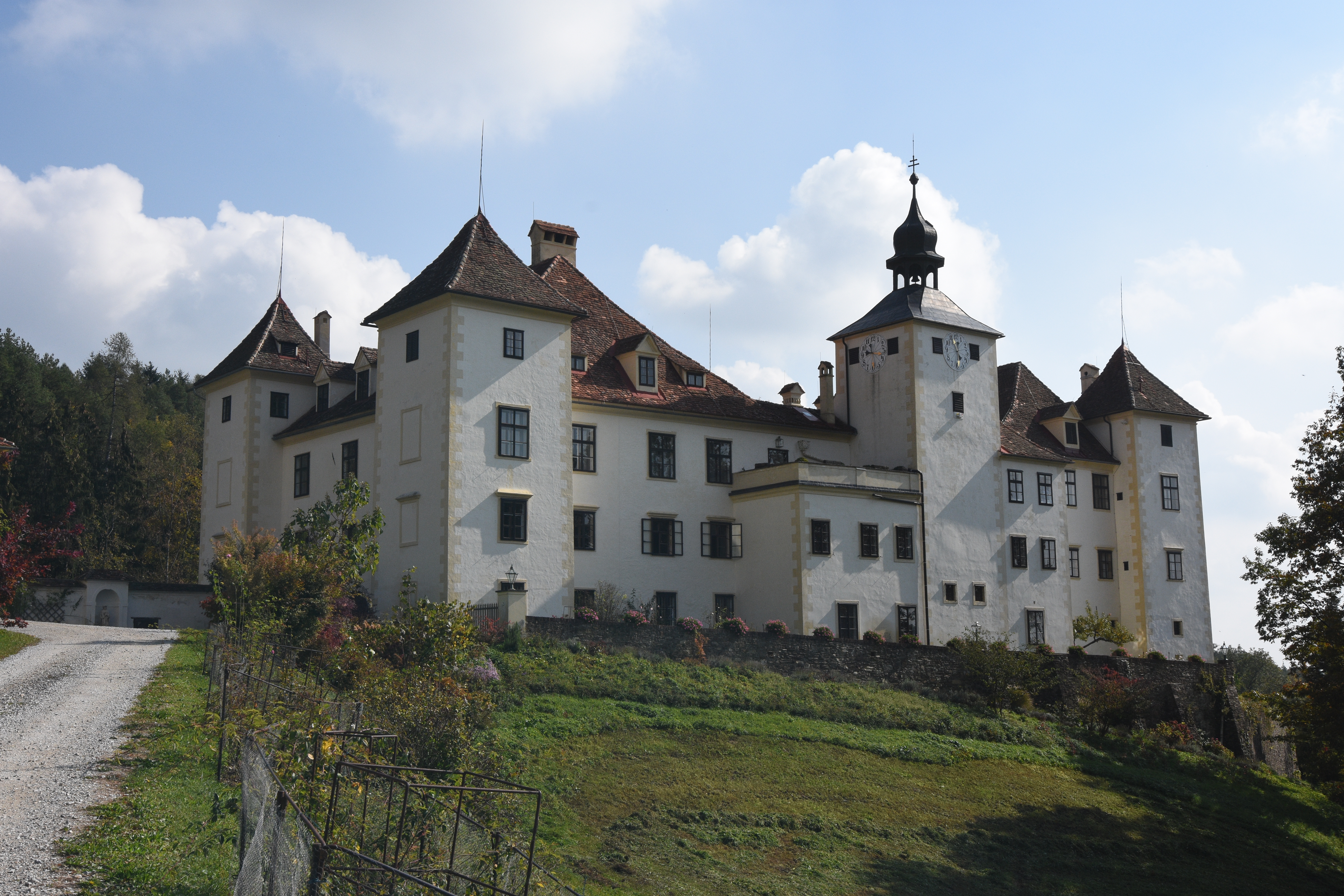
Schloss Kainberg, 2018

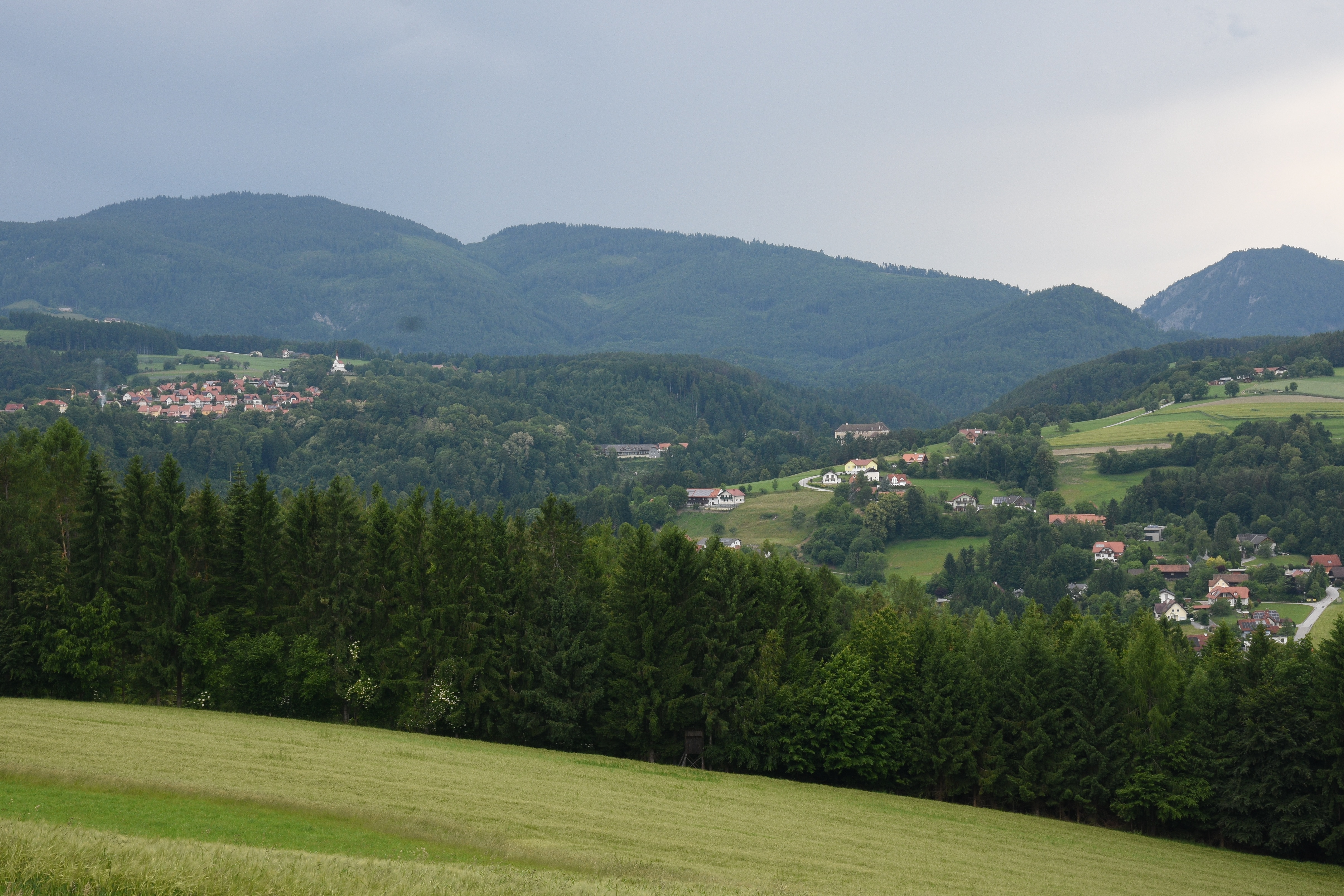
Schloss Kainberg mit Gutenberg (Gemeinde)

Das Schloss Kainberg liegt in der Gemeinde Kumberg in der Steiermark. Die Geschichte des Anwesens reicht bis in den Beginn des 13. Jahrhunderts und die des heutigen Schlosses bis in das Ende des 16. Jahrhunderts zurück. Es befindet sich seit 1841 im Besitz der Familie Wimpffen.

## Geographische Lage
Das Schloss befindet sich etwas abgelegen, nördlich des Ortskerns von Kumberg am Schloß-Kainberg-Weg 6. Es steht dort auf einer steilen Anhöhe, die den Ausläufer eines vom Schöckl in südöstliche Richtung verlaufenden Rückens bildet.

## Geschichte

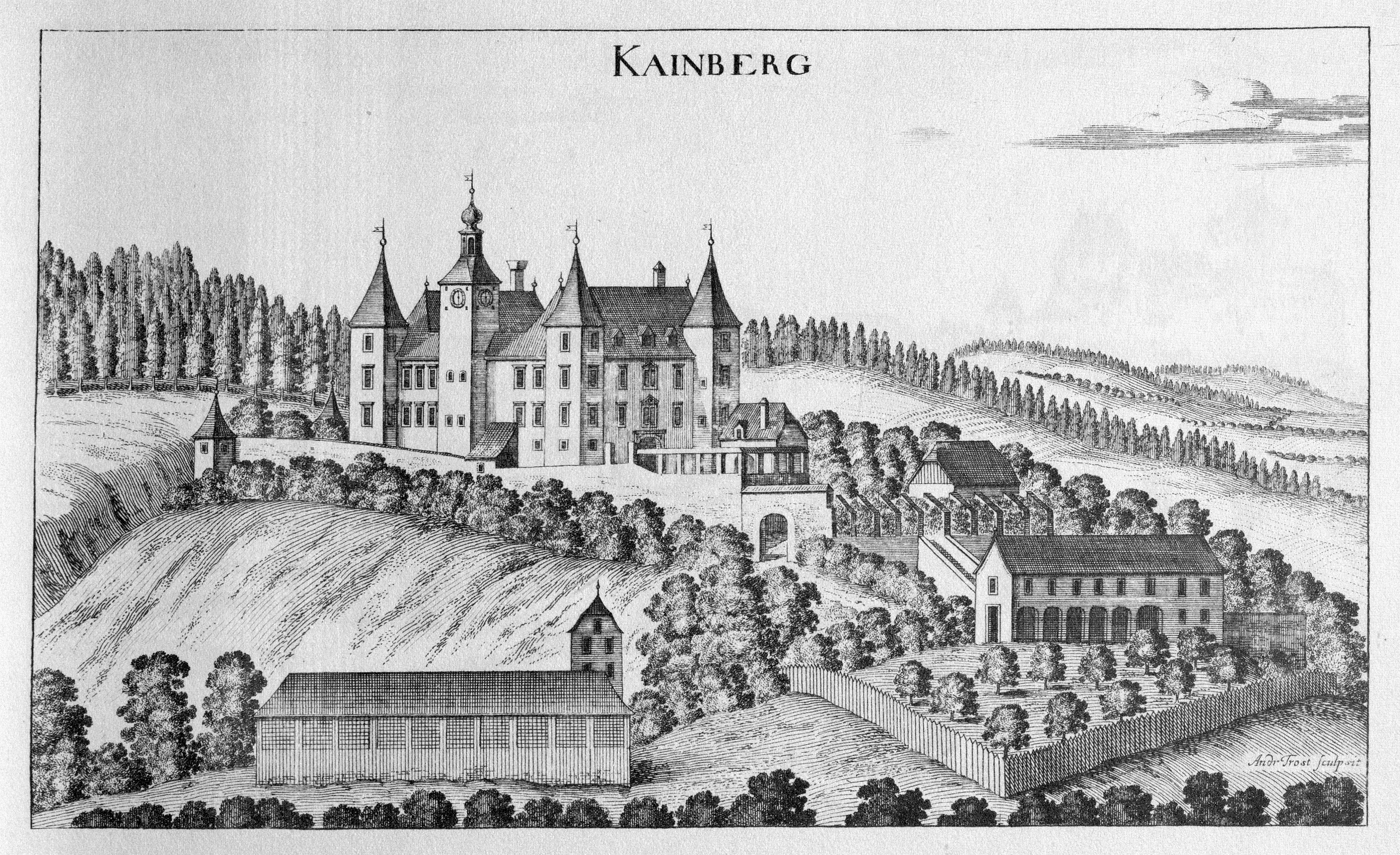
Schloss Kainberg, bei Vischer 1661

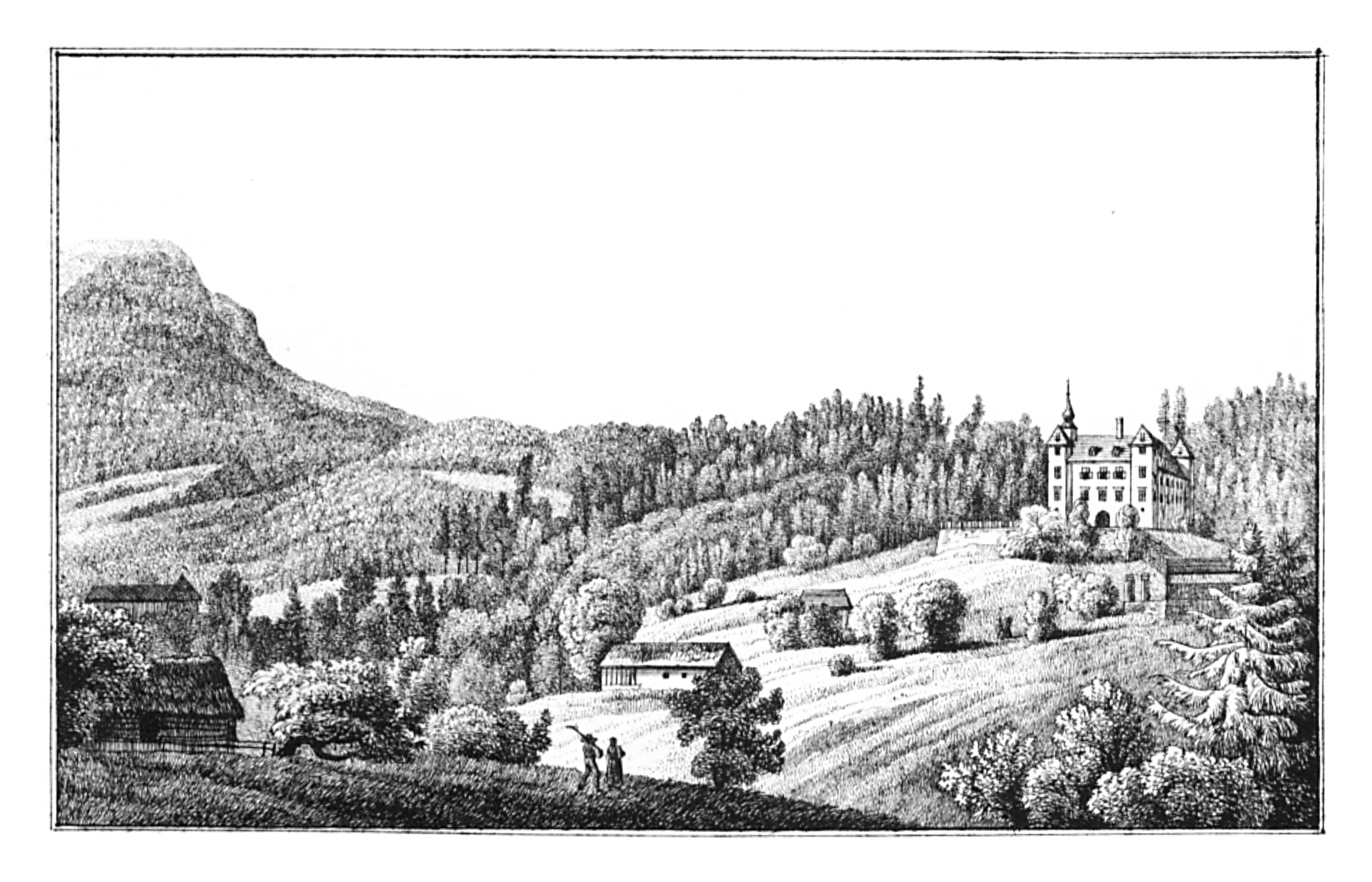
Schloss Kainberg, Kumberg, Lith. J. F. Kaiser, um 1830

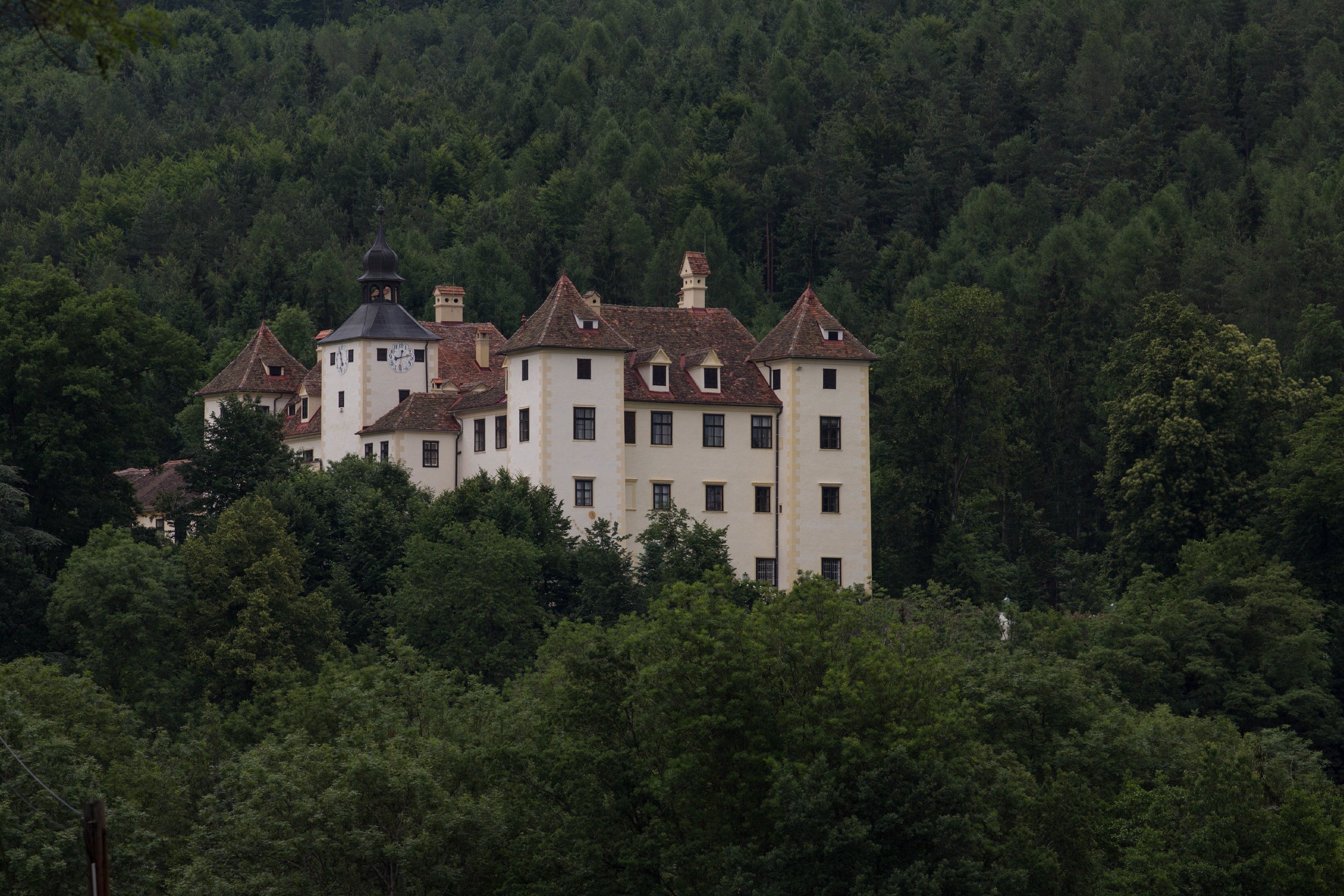

An der Stelle des heutigen Schlosses wurde wahrscheinlich zu Beginn des 13. Jahrhunderts ein erster Wehrbau errichtet. Dieser war freies Eigen eines dem Stift Seckau unterstellten Dienstmannengeschlechtes. Im Jahr 1218 wird ein Otto von Chunperch, der auf dem befestigten Hof saß, genannt. Das Anwesen blieb über 300 Jahre im Besitz derer von Kainberg und kam 1547 an Gilg von Saurau. Nachdem Melchior Huber im Jahr 1570 zwei Monate im Besitz des Edelhofes war, kam der Hof an Otto VI von Ratmannsdorf. Dieser ließ ihn zwischen 1570 und 1575 zu einem Renaissanceschloss aus- und umbauen. Seine Tochter musste aufgrund ihres protestantischen Glaubens die Steiermark 1629 verlassen. So kam das Schloss an Siegmund Friedrich Freiherr von Gleispach. Dessen Sohn verkaufte es 1662 an das Stift Seckau, nahm es aber ein Jahr später wegen des nicht gezahlten Kaufpreises wieder zurück.
Im Jahr 1685 kam der Ansitz in den Besitz von Georg Siegmund Graf Dietrichstein. Ihm folgten weitere Besitzer nach, ehe es 1841 an den Grafen Franz Karl Eduard von Wimpffen kam. Die Familie Wimpffen bewohnt bis heute das Schloss.

## Architektur
Das dreigeschoßige Gebäude bildet ein regelmäßiges Viereck, welches einen rechteckigen, dreigeschoßigen Arkadenhof umfasst. Die Arkaden umgeben den Hof an drei Seiten und wurden im 19. Jahrhundert größtenteils verglast. An den vier Gebäudeecken befinden sich quadratische Ecktürme mit Pyramidendächern. Im mittleren Teil des westlichen Flügels steht ein mächtiger Uhr- und Glockenturm mit einem von einer Laterne gekrönten Dach. In diesem Turm befindet sich eine kleine, den heiligen drei Königen geweihte Kapelle. Im Süden befindet sich das rundbogige Einfahrtstor.
Früher wurde das Schloss vermutlich von einer heute nicht mehr erhaltenen Wehrmauer sowie einer Grabenanlage geschützt. Auch der in der südwestlichen Ecke des Gebäudes angebaute Viereckturm besteht heute nicht mehr. Eine im Südosten gelegene Bastei wurde zu einem Garten umgestaltet.
Der nördliche Flügel stammt aus dem 15. Jahrhundert und stellt den ältesten Bauteil des Gebäudes dar. In den oberen Stockwerken befinden sich noch große Teile der ursprünglichen Innenausstattung. Einige Räume weisen neobarocke Stuckdecken auf. In einem Eckzimmer findet man eine Kassettendecke mit gemalter Maserung aus der Renaissance und einen Ofen aus dem 18. Jahrhundert. Der große Saal des Schlosses ist mit Laub-Bandelwerk-Stuck aus dem zweiten Viertel des 18. Jahrhunderts verziert. Weiters befindet sich in dem Saal ein um 1800 aufgestellter Empireofen.